# Voguing
Vogue, o voguing, és una forma estilitzada i moderna de house dance originada en la dècada de 1980 que va evolucionar a partir de la cultura ball del Harlem de la dècada de 1960. Es va popularitzar quan va aparèixer en la cançó i el vídeoclip de Madonna "Vogue" (1990), i quan es va exhibir en el documental de 1990 Paris Is Burning (que va guanyar el Gran Premi del Jurat en el Festival de Sundance de 1991). En la seva forma moderna, aquesta dansa s'ha convertit en un fenomen global que continua evolucionant tant estilística com demogràficament.

## Història
Inspirada sobretot en les famoses posis de models de la revista Vogue, el voguing es caracteritza per moviments que imiten a aquestes models integrades amb postures angulars, lineals i rígids del braç, la cama i el cos. Aquest estil de ball va sorgir dels salons de ball de la cultura ball del Harlem, on es congregaven les drag queens afroamericanes de principis de la dècada de 1960 i la seva tradició de criticar amb un insult subtil dirigit a altres reines per impressionar als jutges. Originalment es deia "presentació" i després "performance". Amb el pas dels anys, la dansa es va convertir en la forma més intricada i acrobàtica que ara es denomina "vogue".
Els orígens precisos del voguing estan en disputa. Encara que molts citen la història en la qual Paris Dupree va treure una revista Vogue i va imitar la posi al compàs de la música (i altres reines posteriors), hi ha altres relats que indiquen que aquest ball va poder haver-se originat entre els reclusos gais negres de la Illa Rikers per a l'atenció d'altres homes i la crítica. El voguing se segueix desenvolupant contínuament com una forma de ball establerta que es practica en la cultura ball LGBT (amb influències de l'anomenat despectivament ball d'invertits) i en els clubs de les principals ciutats dels Estats Units i a tot el món, principalment Nova York i París.